# Liski (óblast de Vorónezh)
Liski (en ruso: Ли́ски) es una ciudad rusa, capital del raión homónimo en la óblast de Vorónezh.
En 2021, el territorio de la ciudad tenía una población de 54 465 habitantes, de los cuales 54 147 vivían en la propia ciudad y el resto en su única pedanías, el jútor de Kalach. Es la cuarta ciudad más poblada de la óblast, tras Vorónezh, Rósosh y Borisoglebsk.
Se encuentra a la orilla del curso alto del río Don, a unos 50 km al sur de Vorónezh, la capital o centro administrativo del óblast.

## Historia
Liski se fundó con el nombre de Novaya Pokrovka en 1571, se renombró Svoboda en 1943, posteriormente Liski durante un breve periodo, más tarde Georgiu-Dezh en 1965 —en honor al comunista rumano Gheorghe Gheorghiu-Dej—, y finalmente de nuevo Liski en 1990 hasta la actualidad.

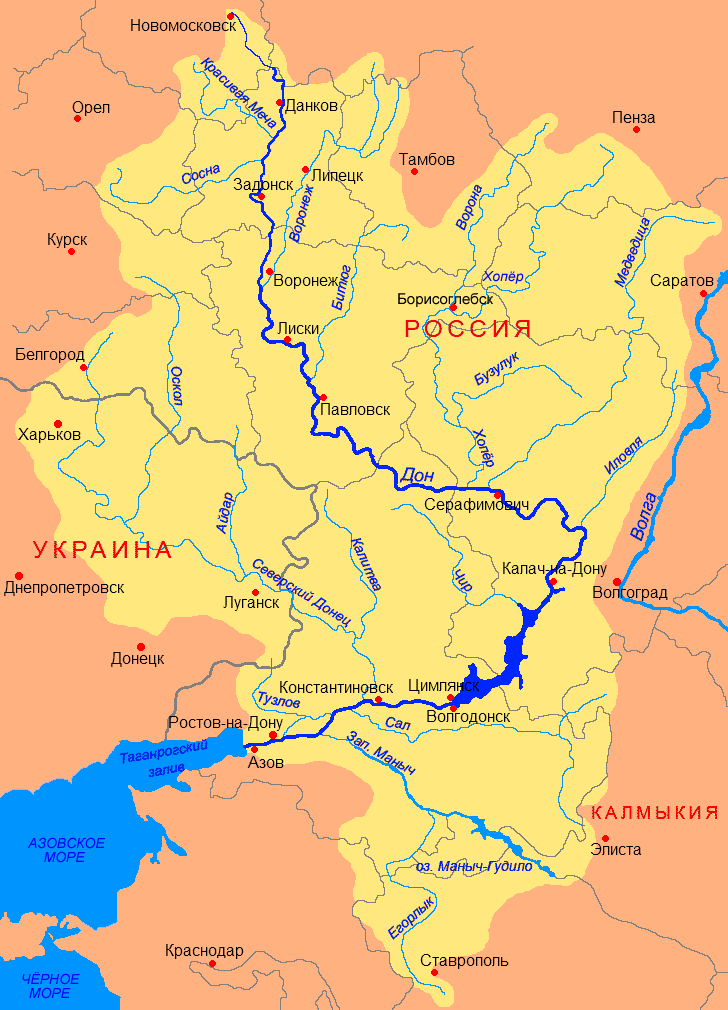
Mapa en ruso del río Don en el que aparece Liski (Ли́ски) sobre la orilla izquierda de su curso alto, entre las ciudades de Vorónezh (Воронеж) y Pavlovsk (Па́вловск).

## Deportes
- FC Lokomotiv Liski